# Багажна квитанція

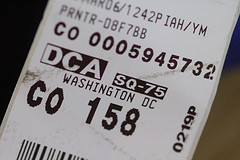
Приклад друку на багажному квитку коду IATA аеропорту

Багажна квитанція, або Багажний квиток − частина квитка, що засвідчує прийняття до перевезення зареєстрованого багажу.
Багажна ідентифікаційна бирка − документ, виданий перевізником для ідентифікації зареєстрованого багажу.

## З історії
Багажна квитанція була запатентована Джоном Майклом Ліонсом із міста Монктон, Нью-Брансвік, Канада, 5 червня 1882 року.
Варшавська конвенція 1929 року, зокрема, її стаття 4, встановила критерії для видачі чека багажу або багажної квитанції. Ця угода також встановила межі відповідальності за багаж.